# Shéu
Shéu Han, appelé couramment Shéu, est un footballeur portugais né le 3 août 1953 à Inhassoro. Il évoluait au poste de milieu de terrain.

## Biographie
Shéu passe l’intégralité de sa carrière professionnelle au Benfica Lisbonne. Avec ce club, il remporte neuf titres de champion du Portugal et joue deux finales (perdues) de coupe d'Europe : la Coupe de l'UEFA en 1983 et la Coupe d'Europe des clubs champions en 1988. Avec Benfica, il dispute par ailleurs 349 matchs en première division portugaise et inscrit 33 buts dans ce championnat.
Shéu reçoit 24 sélections en équipe du Portugal entre 1976 et 1988. Il ne participe cependant à aucune phase finale de compétition internationale avec le Portugal.
Sa première sélection en équipe nationale a lieu le 7 avril 1976, lors d'un match amical face à l'Italie. Il inscrit un but face à la Pologne en match amical le 23 septembre 1981.
Shéu est brièvement l'entraîneur du Benfica lors de l'année 1999.

## Carrière
- 1972-1989 :  Benfica Lisbonne

## Palmarès
- Finaliste de la Coupe d'Europe des clubs champions en 1988
- Finaliste de la Coupe de l'UEFA en 1983
- Champion du Portugal en 1973, 1975, 1976, 1977, 1981, 1983, 1984, 1987 et 1989
- Vainqueur de la Coupe du Portugal en 1980, 1981, 1983, 1985, 1986 et 1987
- Vainqueur de la Supercoupe du Portugal en 1980 et 1985